# Comment Raeliana a survécu au manoir Wynknight
Comment Raeliana a survécu au manoir Wynknight ou Comment j'ai survécu au Manoir Wynknight (hangeul : 그녀가 공작저로 가야 했던 사정 ; RR : Geunyeoga gongjakjeoro gaya haetdeon sajeong ; MR : Kŭnyŏga kongjakchŏro kaya haettŏn sajŏng) est un roman web sud-coréen écrit par Milcha. Le roman est composé de 159 épisodes parus sur la plateforme KakaoPage entre septembre 2016 et juin 2018. La série est ensuite adaptée en manhwa au format webtoon, également sur KakaoPage, entre septembre 2017 et mars 2021. Une adaptation en série d'animation japonaise produite par le studio Typhoon Graphics est diffusée entre avril et juin 2023.

## Synopsis
Après sa mort soudaine, Eunha Park est réincarnée dans le monde de fantasy du livre qu'elle était en train de lire. Elle devient Raeliana McMillan, destinée à mourir de la main de son fiancé si l'histoire suit son cours original. Afin d'échapper à la mort, Raeliana décide de se trouver un nouveau fiancé et se rapproche ainsi du duc Noah Wynknight.

## Production et supports

### Roman web
Comment Raeliana a survécu au manoir Wynknight est un roman web écrit par Milcha et publié entre le 19 septembre 2016 et le 18 juin 2018 sur la plateforme KakaoPage. L'histoire est composée de 159 épisodes, dont les 107 premiers constituent l'histoire principale et les 52 suivants des histoires annexes,.
Le roman est traduit en japonais et en anglais.

### Manhwa
Une adaptation en manhwa au format webtoon dessinée par Whale est publiée sur la plateforme KakaoPage entre le 3 septembre 2017 et le 22 mars 2021. L'histoire est composée de 158 épisodes divisés en 4 saisons,. Huit volumes du manhwa sont parus au 10 avril 2023.
Une traduction française du webtoon est publiée sur la plateforme Delitoon entre le 20 juillet 2019 et le 22 mai 2022 sous le titre Comment j'ai survécu au Manoir Wynknight. Une version papier de l'œuvre est ensuite publiée par Kotoon sous le titre Comment Raeliana a survécu au manoir Wynknight, avec un premier volume paru le 20 avril 2023.
Portée par son succès en Corée du Sud, l'œuvre est l'un des quatre premiers webtoons introduits sur le sol chinois par D&C Media, par le biais d'un contrat avec Tencent Dongman et Kuaikan (zh).
Il s'agit du premier webtoon imprimé au format papier en Russie.
| Langue            | Format    | Titre                                                                         | Éditeur         | Dates de parution | Dates de parution |
| ----------------- | --------- | ----------------------------------------------------------------------------- | --------------- | ----------------- | ----------------- |
| Coréen            | numérique | 그녀가 공작저로 가야 했던 사정 (Geunyeoga gongjakjeoro gaya haetdeon sajeong) | KakaoPage       | 3 septembre 2017  | 22 mars 2021      |
| Coréen            | papier    | 그녀가 공작저로 가야 했던 사정 (Geunyeoga gongjakjeoro gaya haetdeon sajeong) | D&C Media       | 22 juillet 2019   | —                 |
| Chinois simplifié | numérique | 公爵的契约未婚妻                                                              | Kuaikan Comics  | 20 juillet 2018   | 27 avril 2021     |
| Japonais          | numérique | 彼女が公爵邸に行った理由 (Kanojo ga kōshaku-tei ni itta riyū)                 | Piccoma         | octobre 2018      | mai 2021          |
| Japonais          | papier    | 彼女が公爵邸に行った理由 (Kanojo ga kōshaku-tei ni itta riyū)                 | Kadokawa Shoten | 5 novembre 2019   | —                 |
| Anglais           | numérique | The Reason Why Raeliana Ended up at the Duke's Mansion                        | Tappytoon       | 1er novembre 2018 | 23 août 2021      |
| Anglais           | papier    | Why Raeliana Ended Up at the Duke's Mansion                                   | Yen Press       | 28 juin 2022      | —                 |
| Français          | numérique | Comment j'ai survécu au Manoir Wynknight                                      | Delitoon        | 20 juillet 2019   | 22 mai 2022       |
| Français          | papier    | Comment Raeliana a survécu au manoir Wynknight                                | Kotoon          | 20 avril 2023     | —                 |
| Thaï              | numérique | พระเอกของฉันเป็นท่านดยุค                                                          | Wecomics        | 19 septembre 2019 | 12 juin 2021      |
| Allemand          | numérique | Wie ich auf dem Landsitz Wynknight überlebte                                  | Delitoon        | 21 octobre 2020   | —                 |
| Allemand          | papier    | Raeliana – Warum sie die Verlobte des Dukes wurde                             | Altraverse (de) | 12 novembre 2021  | —                 |
| Indonésien        | numérique | Tunangan Kontrak Duke                                                         | Kakao Webtoon   | 30 juin 2022      | 30 juin 2022      |
| Russe             | papier    | Мильчха: Лериана, невеста герцога по контракту.                               | AST (en)        | 2022              | —                 |
| Ukrainien         | papier    | Раеліана: Наречена герцога за контрактом                                      | Northern Lights | 2022              | —                 |

### Anime

Logo original de l'anime.

Une adaptation de la série littéraire en anime est produite par le studio japonais Typhoon Graphics. Elle est diffusée depuis le 10 avril 2023. Junichi Yamamoto occupe le poste de réalisateur tandis que les scripts sont écrits par Mitsutaka Hirota, la conception des personnages est gérée par Haruna Hashimoto et les musiques sont composées par Keiji Inai,. La chanson-thème d'ouverture Survive est interprétée par la chanteuse thaïlandaise MindaRyn (en), tandis que la chanson-thème de fin Always and Forever est interprétée par Serra.
Crunchyroll diffuse la série hors de l'Asie et propose des doublages en différentes langues dont le français.

#### Liste des épisodes
| No | Titre français                                    | Titre japonais                 | Titre japonais                       | Date de 1re diffusion |
| No | Titre français                                    | Kanji                          | Rōmaji                               | Date de 1re diffusion |
| -- | ------------------------------------------------- | ------------------------------ | ------------------------------------ | --------------------- |
| 1  | Comment Raeliana a survécu au manoir Wynknight    | 彼女が取引した理由             | Kanojo ga torihiki shita riyū        | 10 avril 2023         |
| 2  | Pourquoi Raeliana a-t-elle fait un tel contrat    | 彼女が契約した理由             | Kanojo ga keiyaku shita riyū         | 17 avril 2023         |
| 3  | Pourquoi Raeliana s’est-elle fiancée              | 彼女が花嫁修業した理由         | Kanojo ga hanayome shūgyō shita riyū | 24 avril 2023         |
| 4  | Pourquoi Raeliana s’est-elle battue               | 彼女がケンカを買った理由       | Kanojo ga kenka o katta riyū         | 1er mai 2023          |
| 5  | Pourquoi Raeliana a-t-elle été enlevée            | 彼女が連れ去られた理由         | Kanojo ga tsuresarareta riyū         | 8 mai 2023            |
| 6  | Pourquoi Raeliana s’est-elle déguisée             | 彼女がコスプレした理由         | Kanojo ga kosupure shita riyū        | 15 mai 2023           |
| 7  | Pourquoi Raeliana a-t-elle prêté son mouchoir     | 彼女がハンカチを渡した理由     | Kanojo ga hankachi o watashita riyū  | 22 mai 2023           |
| 8  | Pourquoi Raeliana va-t-elle au sanctuaire         | 彼女が神殿に行く理由           | Kanojo ga shinden ni iku riyū        | 29 mai 2023           |
| 9  | Pourquoi Raeliana a-t-elle été traitée de barbare | 彼女が野蛮人と呼ばれた理由     | Kanojo ga yabanjin to yobareta riyū  | 5 juin 2023           |
| 10 | Pourquoi Raeliana l’a traité de grand-père        | 彼女がおじいちゃんと呼んだ理由 | Kanojo ga ojī-chan to yonda riyū     | 12 juin 2023          |
| 11 | Pourquoi Raeliana a-t-elle fait l’ignorante       | 彼女が知らないふりした理由     | Kanojo ga shiranai furi shita riyū   | 19 juin 2023          |
| 12 | Pourquoi Raeliana est-elle au manoir              | 彼女が公爵邸に来た理由         | Kanojo ga kōshaku-tei ni kita riyū   | 26 juin 2023          |

#### Voix
- Raeliana McMillan (レリアナ・マクミラン, Reriana Makumiran?) / Rinko Hanasaki (花咲凛子, Hanasaki Rinko?)[note 1]

Voix japonaise : Yume Miyamoto, voix française : Valérie Bescht
- Noah Voltaire Wynknight (ノアボルステア・ウィンナイト, Noaborusutea Winnaito?)

Voix japonaise : Yūichirō Umehara, voix française : Benjamin Pascal

### Jeu vidéo
Un visual novel en coréen, disponible sur Android, IOS et Steam, est développé par le studio Vino de Shift Up (ja). Il paraît le 28 mai 2021. L'histoire du jeu est adaptée de l'histoire des romans et son évolution dépend des choix effectués par le joueur. L'entièreté des personnages du jeu bénéficie d'un doublage vocal. La somme des tailles des dialogues du jeu est de 340 000 caractères pour 40 h. Au total, quatorze fins différentes sont possibles selon les choix effectués. Le jeu fournit également le « VISKIT » (Visual novel Kit), un outil pour permettre au joueurs de créer et partager leurs propres histoires de visual novel. Ce jeu est « spécial » pour le marché coréen, ce dernier étant habitué aux MMORPG,.
En entretien, le scénariste du jeu Park Ji-won raconte s'être beaucoup amusé à construire le scénario avec toutes les ramifications amenées par son système. Park Seul-ah occupe le poste de directeur artistique. Les quatre principaux personnages masculins que l'héroïne doit essayer de séduire sont doublés par Lee Gye-yoon, Ryu Seung-gon, Min Seung-woo et Kim Hyun-wook.

## Accueil
En mai 2021, le roman web a passé la barre des 2 millions de lecteurs.
Dans le Spring 2023 Anime Preview Guide d'Anime News Network, les critiques attribuent au premier épisode de l'anime une moyenne de 3,3⁄5, tandis que le communauté du site lui attribue une note de 4,1⁄5.